# Superliga de Eslovaquia 1996-97
La Superliga de Eslovaquia 1996-97 fue la cuarta edición de la  Superliga eslovaca de fútbol. Participaron 16 equipos, y el 1. FC Košice ganó su primer campeonato. El goleador fue Jozef Kožlej, del equipo campeón.

## Tabla de posiciones
|    | Equipo                      | PJ | PG | PE | PP | GF | GC | DG  | Pts |
| -- | --------------------------- | -- | -- | -- | -- | -- | -- | --- | --- |
| 1  | 1. FC Košice                | 30 | 21 | 7  | 2  | 61 | 19 | 42  | 70  |
| 2  | Spartak Trnava              | 30 | 21 | 6  | 3  | 66 | 24 | 42  | 69  |
| 3  | Inter Bratislava            | 30 | 15 | 5  | 10 | 49 | 33 | 16  | 50  |
| 4  | Slovan Bratislava           | 30 | 13 | 9  | 8  | 38 | 53 | -15 | 48  |
| 5  | Dukla Banská Bystrica       | 30 | 13 | 5  | 12 | 48 | 37 | 11  | 44  |
| 6  | Tatran Prešov               | 30 | 12 | 7  | 11 | 37 | 38 | -1  | 43  |
| 7  | BSC JAS Bardejov            | 30 | 11 | 7  | 12 | 34 | 36 | -2  | 40  |
| 8  | Banik Prievidza             | 30 | 10 | 7  | 13 | 41 | 43 | -2  | 37  |
| 9  | MŠK Žilina                  | 30 | 11 | 4  | 15 | 30 | 34 | -4  | 37  |
| 10 | Lokomotive Energogas Košice | 30 | 8  | 13 | 9  | 27 | 31 | -4  | 37  |
| 11 | HFC Hummené                 | 30 | 11 | 3  | 16 | 34 | 44 | -10 | 36  |
| 12 | Rimavska Sobota             | 30 | 11 | 3  | 16 | 31 | 46 | -15 | 36  |
| 13 | Artmedia Petržalka          | 30 | 9  | 8  | 13 | 29 | 49 | -20 | 35  |
| 14 | DAC Dunajská Streda         | 30 | 9  | 7  | 14 | 29 | 45 | -16 | 34  |
| 15 | MFK Dubnica                 | 30 | 8  | 8  | 14 | 29 | 43 | -14 | 32  |
| 16 | Nitra                       | 30 | 5  | 5  | 20 | 22 | 48 | -26 | 20  |

PJ = Partidos jugados; PG = Partidos ganados; PE = Partidos empatados; PP = Partidos perdidos; GF = Goles a favor; GC = Goles en contra; DG = Diferencia de gol; Pts = Puntos
|  | Clasificado a la Liga de Campeones de la UEFA 1997-98 |
|  | Clasificado a la Recopa de Europa 1997-98             |
|  | Clasificado a la Copa de la UEFA 1997-98              |
|  | Clasificado a la Copa Intertoto de la UEFA 1997       |
|  | Descenso a la Primera Liga de Eslovaquia              |